# Честославица
Честославица (лат. Veronica officinalis) или разгон, змијина честославица, лековита честославица, права вероника, шумска вероника, трава од ушљаме, вероника, је вишегодишња зељаста биљка из рода  у породици боквица (Plantaginaceae).
Име рода настало је од вереникион, грчког назива за неку биљку, који је промењен под утицајем женског имена Вероника, латинизованог облика грчког имена Вереники („доноситељица победе”). Име врсте officinalis значи „лековит“, јер је ова биљка раније коришћена и у службеној медицини.
Синоними:
- -{Veronica officinalis var. glandulosa Form.
- Veronica repens Gilib.}-

## Опис биљке
Честославица има пузећи ризомом из кога избијају скоро одрвенеле, длакаве стабљике. Осим стабла и листови и цветови су покривени густим, жлездастим длакама. Листови су ситно назубљеног обода и сивозелене боје и наспрамног распореда. Цветови су са дугачким прашницима, светлоплаве до љубичасте боје и прошарани тамноплавим жилицама. Сакупљени су у гроздасте цвасти које су у почетку збијене, а касније се издужују. Плод је чахура покривена жлезданим маљама.

## Хемијски састав дроге
У лековите сврхе, као дрога употребљава се надземни део биљке у цвету (Veronicae herba) који садржи:
- гликозиде,
- непознате сапониде,
- горке материје,
- мало етарског уља,
- провитамин А,
- шећере,
- восак идр.

## Лековито дејство и употреба
Честославица се користи само у народној медицини за олакшано искашљавање и избацивање секрета, код грозничавих стања, као антисептично средство, аперитив, помаже варењу хране и др. Најчешће се примењује код обољења дисајних органа као што су бронхитис, хронични катар или болови у грудном кошу и код повишене температуре. Антисептично дејство састојака нашло је примену у лечењу гнојних рана, за шта се користи свеж сок честославице или одвар.
Употреба се састоји у справљању чајева, тинктура, одвара или цеђењу свежег сока ове биљке. 

## Лековите врсте рода
Сличног хемијског састава су још неке врсте веронике V. chamaedrys и V. beccabunga које се могу применити за исте намене и на исти начин.
Храст-честославица (V. chamaedrys) је најчешће са љубичастоплавим цветовима по којима су тамноплаве жилице и бели прстен у средини. Листови обликом подсећају на листове храста по чему је и добила име. 
Персијска честославица (V. persica) самоникло расте по баштама, пољима и око путева. Цветови су љубичастоплави и имају тамноплаве жилице па се због тога назива још и мачје очи (види галерију слика).